# دکتر آمیکو: پزشک کارآگاه
دکتر آمیکو: پزشک کارآگاه (ژاپنی: 天久鷹央の推理カルテ، هپبورن: Ameku Takao no Suiri Karute، ترجمه: پرونده پزشکی مرموز آمیکو تاکائو) یک مجموعه رمان معمایی پزشکی ژاپنی به نویسندگی میکیتو چینن و تصویرگری نویزی ایتو است. این مانگا در ۱۳ جلد از تاریخ سپتامبر ۲۰۱۴ تا اوت ۲۰۲۲ در مجله شینچوشا منتشر شد. داستان در مورد پزشکی است که در بخش تشخیص بیمارستان، اسرار پزشکی مربوط به قتل را حل می‌کند.
هیروکی اوهارا یک مانگا از این رمان اقتباس کرد که از آوریل ۲۰۱۶ تا مارس ۲۰۱۸ در مجله سینن مانگای شینچوشا منتشر شد و فصل‌های آن در چهار جلد تانکوبون گردآوری شد. یک نسخه جدید از سری رمان هم توسط همان نویسنده و تصویرگر در اکتبر ۲۰۲۳ منتشر شد. یک مجموعه تلویزیونی انیمه اقتباسی اثر Project No.9 در ژانویه ۲۰۲۵ به نمایش درآمد.

## خلاصه داستان
دکتر تاکائو آمیکو مدیر باهوش و عجیب و غریب آسیب‌شناسی تحقیقاتی در بیمارستان عمومی تنیکای است که مسئول تشخیص بیمارانی است که سایر بخش‌های بیمارستان نمی‌توانند بیماری آنها را تشخیص دهند. با این حال، تاکائو به دلیل عشقش به حل معماها، درگیر مرگ‌ها و قتل‌های مرموز نیز می‌شود، در حالی که دستیارش یو تاکاناشی را به ماجراجویی‌های مختلف خود می‌کشاند.